# تشوشادستان (كوركا)
تشوشادستان (بالفارسية: چوشادستان) هي قرية تقع في إيران في قسم كورکا الريفي. يقدر عدد سكانها بـ 0 نسمة بحسب إحصاء 2016.